# En natt i Paradiset
En natt i Paradiset (engelska: Night in Paradise) är en amerikansk dramafilm från 1946 i regi av Arthur Lubin. I huvudrollerna ses Merle Oberon, Gale Sondergaard och Turhan Bey.

## Rollista i urval
- Merle Oberon - Delarai
- Turhan Bey - Aesop
- Thomas Gomez - Kung Krösus
- Gale Sondergaard - Attosa
- Ray Collins - Leonides
- Ernest Truex - skrivare
- George Dolenz - frigid ambassadör
- John Litel - Archon
- Jerome Cowan - skrivare
- Douglass Dumbrille - överstepräst
- Paul Cavanagh - Cleomenes
- Marvin Miller - skrivare
- Moroni Olsen - överstepräst
- Richard Bailey - löjtnant